# Otacilia yangmingensis
Espèce
Otacilia yangmingensis est une espèce d'araignées aranéomorphes de la famille des Phrurolithidae.

## Distribution
Cette espèce est endémique du Hunan en Chine,. Elle se rencontre dans les xians de Shuangpai et de Jiangyong.

## Description
Le mâle holotype mesure 3,16 mm et la femelle paratype 4,29 mm.

## Étymologie
Son nom d'espèce, composé de yangming et du suffixe latin -ensis, « qui vit dans, qui habite », lui a été donné en référence au lieu de sa découverte, le mont Yangming.

## Publication originale
- Jin, Fu, Yin & Zhang, 2016 : Four new species of the genus Otacilia Thorell, 1897 from Hunan Province, China (Araneae, Phrurolithidae). ZooKeys, no 620, p. 30-55 (texte intégral).